# Craterestra niveopicta
Craterestra niveopicta là một loài bướm đêm trong họ Noctuidae.